# KT Tunstall
Kate „KT” Tunstall (Edinburgh, 1975. június 23. –) skót énekesnő és dalszerző. A köztudatba a Black Horse and the Cherry Tree című számának előadásával tört be, mellyel a Later with Jools Holland című műsorban lépett föl. Több mint négymillió albumot adott el, és három BRIT Award-ot kapott.
Bár keresztneve Kate, KT-re változtatta. "A 'Kate' név egy testes leánykára emlékeztet, aki kenyeret süt a mezőn a férjének. Nincs ezzel problémám, de nem igazán így írok le egy rocksztárt." Azért is KT-nek betűzi keresztnevét, hogy megkülönböztesse magát a hasonló nevű énekesnőktől.

## Gyermekkor és kezdetek
Tunstall Edinburgh-ban született 1975. június 23-án, és tizennyolc nappal később adoptálták. Édesanyja félig kínai és félig skót, édesapja ír. KT sosem találkozott valódi apjával. Nevelőapja fizika előadó a St. Andrews-i Egyetemen, nevelőanyja iskolai tanár. Van még egy bátyja, Joe és egy öccse, Daniel.
St. Andrews-ban nőtt föl, a Lawhead Primary-ben tanult, de az utolsó gimnáziumi évét New England-ben töltötte, a Kent Schoolban, egy szelektív előkészítő magániskolában, Kentben, Connecticutban. Idejét a Church Streeten, Burlingtonban, Vermontban való zenéléssel töltötte, illetve egy társasággal Vermont vidékén. Tunstall tanult a High School of Dundeeban, Dundeeban, a Madras Kollégiumban St. Andrewsban, a Kent Schoolban Connecticutban, és a Royal Holloway Főiskolán, a University of Londonban.
Tunstall gimnáziumi cserediák volt, míg iskolába járt.

## Karrier

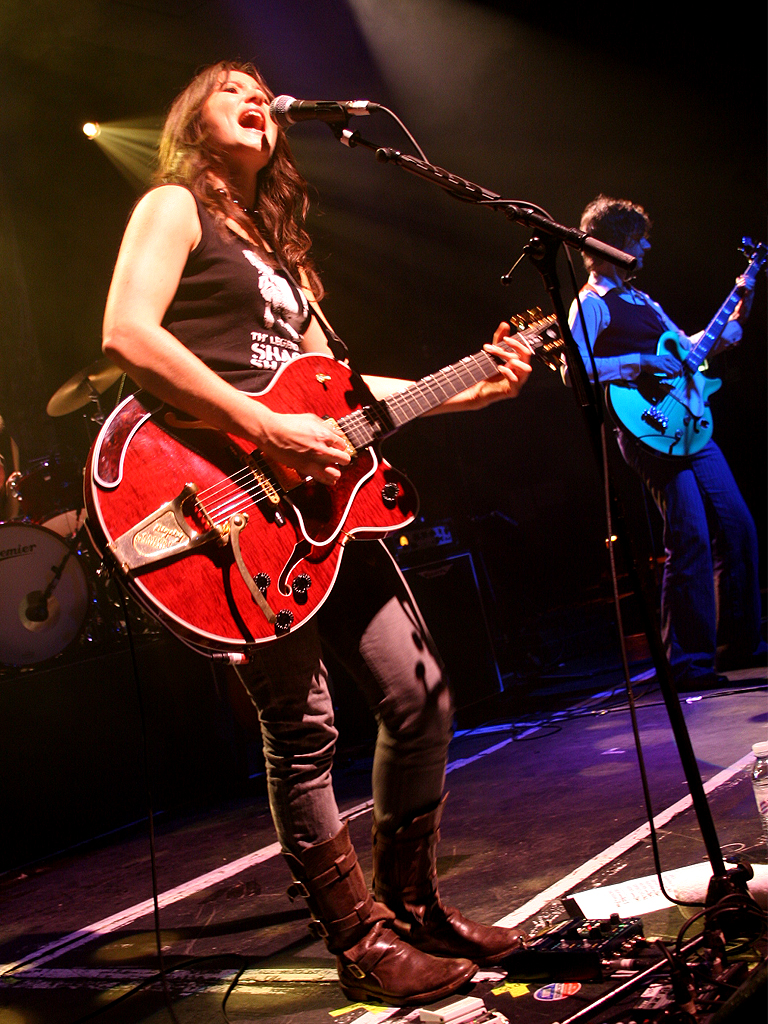
Az énekesnő 2005 októberében

### Eye to the Telescope(2004-2006)
Húszas éveiben különféle zenekarokban játszott, de a zeneszerzésre összpontosított. Debütáló albumát, a Eye to the Telescope-ot 2004-ben adták ki. Akkor figyeltek fel rá az emberek, mikor a Later with Jools Holland című műsorban előadta a Black Horse and the Cherry Tree című számát. 24 órája volt, hogy fölkészüljön, mert eredetileg Nas szerepelt volna - ám ő nem tudott elmenni. Több néző fölfigyelt rá, többek között a The Cure, az Embrace, és a The Futureheads; ezután a honlapon legfelülre került a szavazásnál.
A műsorban való szereplése után újrakiadásra került az Eye to the Telescope, és fölzárkózott a slágerlistákon, végül harmadik lett (első kiadásakor csak a hetvenharmadik helyet érte el); jelölték a 2005-ös Mercury Music Prize-ra. Az albumot Nagy-Britanniában 2006. február 7-én adták ki.

### Acoustic Extravaganza(2006-2007)
Tunstall kiadott egy akusztikus albumot 2006 májusában KT Tunstall’s Acoustic Extravaganza címmel, mely először csak postai megrendelés útján volt elérhető weblapjáról. Az albumot ismét kiadták világszerte 2006 októberében.
KT énekelt egy skót együttessel, a Travis-szal 2007-es albumukon, a The Boy With No Name-en, az Under The Moonlight című számban, melyet Susie Hug írt.

### Drastic Fantastic(2007-2008)
Tunstall harmadik albuma, a Drastic Fantastic 2007. szeptember 3-án jelent meg Skóciában, egy héttel később, szeptember 10-én az Egyesült Királyságban, és szeptember 18-án az Egyesült Államokban. Első hetében a lemez elérte az első helyet a skót slágerlistán, harmadik lett az Egyesült Királyságban, és kilencedik az USA-ban.
Október 5-én az NBC közreműködésével egy különleges karácsonyi albumot adtak ki, Have A KT Christmas címmel, melyen 6 exkluzív dal van:
- 2000 Miles
- Christmas (Baby Please Come Home)
- Mele kalikimaka (Christmas In Hawaii)
- Sleigh Ride
- Fairytale of New York
- Lonely This Christmas

### Tiger Suit(2009-mostanáig)
2010. február 11-én a Daily Record beszámolt arról, hogy "KT Tunstall felvette új albumát a híres berlini Hansa stúdióban. A stúdiót több legendás album felvételére használták, mint David Bowie Heroes c. albuma, vagy a U2 Achtung Baby-je. KT ezt nyilatkozta: „Csodálatos három hét volt ez Berlinben, a lemezt pedig Londonban fogom befejezni.“ A skót énekes, aki sokáig nem hozakodott elő új anyaggal, megnyugtatta rajongóit, miszerint elég elfoglalt volt. Hozzátette: „Még mindig élénk vagyok és bennem van a zenekészítés minden láza, ahogy az új albumot készítem.“"
Honlapja szerint Tunstall már befejezte harmadik stúdióalbumának felvételét. Az album címe Tiger Suit lett. 2010. szeptember 20-án fog megjelenni az Egyesült Királyságban, és szeptember 28-án az Amerikai Egyesült Államokban.

## Magánélet
Tunstall vitát indított, mikor 2005-ben nyilvánosan bírálta az énekesnő-dalszerzőt, Didot, azt állítva, hogy „kibaszottul nem tud énekelni”, miután számos rajongó zeneileg összehasonlította őket. Tunstall később bocsánatot kért, és azt mondta, hogy nem akart részt venni egy nyilvános viszályban.
Tunstall tagadta a pletykákat vagy a feltevéseket arról, hogy leszbikus lenne, hálát fejezett ki meleg és leszbikus követőinek és azt mondta, szivárvány mintájú nadrágtartóját debütáló albumának borítóján nem identitást vagy politikát illető állításnak szánták, mivel nem volt tudatában a szimbólumnak.
2003-ban kezdett járni Luke Bullennel, zenekarának dobosával. 2007 karácsonyának napján Bullen megkérte KT kezét az énekesnő szüleinek házában a skóciai St Andrewsban, és a pár 2008. szeptember 6-án házasodott össze a Flodigarry Country House Hotelben a skóciai Skye szigetén.

## Diszkográfia

### Albumok

#### Korai felvételek
- 2000 Tracks In July
- 2003 Toons March '03

#### Stúdióalbumok
- 2004 Eye to the Telescope
- 2006 KT Tunstall’s Acoustic Extravaganza
- 2007 Drastic Fantastic

### Kislemezek, középlemezek
- 2004 Throw Me a Rope
- 2004 False Alarm
- 2005 Black Horse and the Cherry Tree
- 2005 Other Side of the World
- 2005 Suddenly I See
- 2005 Under the Weather
- 2006 Another Place to Fall
- 2006 Ashes
- 2007 Hold On
- 2007 Saving My Face
- 2008 If Only